# Recilia setosa
Recilia setosa är en insektsart som beskrevs av Ahmed, M., Murtaza och Malik 1988. Recilia setosa ingår i släktet Recilia och familjen dvärgstritar. Inga underarter finns listade i Catalogue of Life.